# Manon Hahn
Manon Hahn (* 20. Februar 1908 in Breslau; † 13. Juli 1993 in Berlin) war eine deutsche Kostümbildnerin.

## Leben
Sie ging 18-jährig nach München und absolvierte dort eine Fotografenlehre. Von 1928 bis 1932 besuchte sie die Wiener Frauenakademie im Fach Modeklasse. Am Deutschen Theater in München wurde sie Kostümassistentin, außerdem arbeitete sie bis 1934 als Modeentwerferin in Wien, Köln, Bielefeld und Paris.
25-jährig bewarb sie sich in Berlin bei der UFA und wurde von Reinhold Schünzel als Kostümbildnerin für seine Antikkomödie Amphitryon engagiert. Nach dem Erfolg dieses Films avancierte Manon Hahn zu einer der bedeutendsten Ausstatterinnen der Filme in der Ära des Nationalsozialismus. Ihre größte Aufgabe erfüllte sie mit dem Historienfilm Münchhausen (1943), zu dem sie über 500 Entwürfe lieferte. In den 1930er Jahren war sie auch regelmäßig für die Revuen der Berliner Scala verantwortlich.
Nach Kriegsende arbeitete sie zunächst als Modejournalistin und ab 1953 erneut für den deutschen Film. 1962 beendete sie ihre Arbeit als Kostümbildnerin und führte bis 1984 eine eigene Fremdenpension auf Ibiza. Anschließend zog sie nach Berlin und lebte im Käthe-Dorsch-Wohnheim.

## Filmografie
- 1935: Amphitryon – Aus den Wolken kommt das Glück
- 1935: Das Einmaleins der Liebe
- 1936: Glückskinder
- 1935: Der Ammenkönig
- 1936: Engel mit kleinen Fehlern
- 1936: Wenn wir alle Engel wären
- 1937: Togger
- 1937: Gasparone
- 1937: Sieben Ohrfeigen
- 1937: Mein Sohn, der Herr Minister
- 1937: Der Mann, der Sherlock Holmes war
- 1937: Und du mein Schatz fährst mit
- 1938: Capriccio
- 1938: Fortsetzung folgt
- 1938: Heimat
- 1939: Hallo Janine
- 1939: Frau am Steuer
- 1939: Meine Tante – deine Tante
- 1940: Die keusche Geliebte
- 1940: Bal paré
- 1941: Annelie
- 1942: Schicksal
- 1943: Sophienlund
- 1943: Münchhausen
- 1944: Nora
- 1945: Via Mala
- 1945: Sag’ die Wahrheit (unvollendet)
- 1953: Die Stärkere
- 1954: Konsul Strotthoff
- 1954: Der Raub der Sabinerinnen
- 1954: Ein Leben für Do
- 1955: Hotel Adlon
- 1956: Das Bad auf der Tenne
- 1956: Liebe
- 1956: Friederike von Barring
- 1956: Ein Mädchen aus Flandern
- 1958: Petersburger Nächte
- 1958: Mädchen in Uniform
- 1958: Der Maulkorb
- 1959: Bezaubernde Arabella
- 1959: Der Jugendrichter
- 1960: Die Fastnachtsbeichte
- 1960: Wir wollen niemals auseinandergehen